# Powstanie w Nanchangu

Flaga ChALW. Chińskie ideogramy 八一, czyli „1 sierpnia”, oznaczające datę wybuchu powstania w Nanchangu

Emblemat ChALW

Powstanie w Nanchangu, powstanie nanczańskie – powstanie zbrojne zorganizowane przez Komunistyczną Partię Chin w 1927 roku w Nanchangu, zapoczątkowujące wojnę domową w Chinach, uznawane za początek istnienia Chińskiej Armii Ludowo-Wyzwoleńczej.

## Kontekst
W początkowym okresie Ekspedycji północnej Kuomintang (KMT) i Komunistyczna Partia Chin (KPCh) współpracowały ze sobą, a oddziały, w których znaczące wpływy mieli komuniści pozostawały integralną częścią Armii Narodowo-Rewolucyjnej. Między obydwiema stronami, a także między lewicowym i prawicowym skrzydłem Kuomintangu narastało wszakże napięcie, które ostatecznie doprowadziło do pogromu komunistów w Szanghaju w kwietniu 1927 i rozłamu między KMT a KPCh.

## Bunt
Reagując na kryzys, piąty zjazd KPCh w Hankou podjął decyzję o tworzeniu odrębnych sił zbrojnych, za zgodą Kominternu, by wzniecać bunty w siłach zbrojnych, uzbrajać oddziały chłopskie i organizować robotników. W drugiej połowie 1927 roku, KPCh zgodnie z obowiązującą wówczas doktryną, że siły miejskiego proletariatu winny przewodzić rewolucji, zorganizowała kilka powstań, w tym w Nanchangu i Kantonie.
Nanchang nie był specjalnie ważnym miastem, ale znajdowały się w nim oddziały sympatyzującego z komunistami generała Zhang Fakuia, wśród których liczni lewicowi rewolucjoniści służyli jako młodsza kadra oficerska i oficerowie polityczni. Ponadto w 1927 władza Kuomintangu była podzielona między lewicowy rząd w Wuhanie (Wang Jingwei) i rząd Czang Kaj-szeka (w Nankinie). Nanchang znajdował się między tymi miastami, co dawało szansę na wykorzystanie tej sytuacji.
Głównymi organizatorami powstania byli Tan Pingshan, Deng Zhongxia, Yun Daiying, Li Lisan, Peng Pai, Ye Ting; Zhou Enlai, wysłannik centrali KPCh, przejął kierownictwo w późniejszym okresie. Liczni uczestnicy powstania kontynuowali kariery rewolucyjne, dochodząc do wysokich stanowisk, jak Ye Ting, He Long, Liu Bocheng, Zhu De, Nie Rongzhen, Chen Yi, Xiao Ke i Lin Biao. Tuż przed wybuchem powstania na miejsce przybył Zhang Guotao i usiłował je powstrzymać, lecz przygotowania były już zbyt zaawansowane. W rewolcie wzięły udział zbuntowane oddziały KMT: 20. Armia pod powództwem He Longa i pięć pułków 11. Armii Ye Tinga, łącznie między 16 a 20 tysięcy żołnierzy. Okoliczni chłopi, ani nieliczny w Nanchangu miejski proletariat nie odegrali większej roli. 
Po początkowym sukcesie, zajęciu miasta, zdobyciu znacznej ilości broni i pieniędzy, powstańcy stanęli wobec problemu braku poparcia i długofalowych planów. Okrążeni przez oddziały KMT, już po trzech dniach musieli wycofać się z miasta, nie zdoławszy ustanowić w nim bazy. Rozpoczęli marsz na południe, tracąc po drodze licznych żołnierzy przez choroby, dezercję i w starciach z oddziałami lojalnymi wobec KMT. Maszerując przez Fujian i Jiangxi nie mogli liczyć na bardzo słaby na tych obszarach ruch chłopski. Pod koniec września oddziały zajęły na krótko Chaozhou i Shantou, ale w końcu uległy rozproszeniu. Część na niewielkich statkach wyruszyła do Hongkongu i Szanghaju, a pozostałości 25. Dywizji i oddziałów Zhu De przeszły do południowego Jiangxi, skąd Zhu, z niewielką grupką ok. 600 żołnierzy przemaszerował do południowego Hunanu, gdzie połączył się wiosną 1928 z Mao Zedongiem.

## Skutki
Krótkoterminowym skutkiem powstania w Nanchangu były szerokie aresztowania i egzekucje komunistów na obszarach wokół Wuhanu, choć wielu przywódców ich uniknęło: ukryli się, lub uszli na południe ze zbuntowanymi oddziałami. Na skutek braku planowania zasadnicze powstanie upadło po kilku dniach, ale maszerujące armie wydzielały małe jednostki, które prowadziły pracę propagandową i przeprowadzały lokalną redystrybucję ziemi. W okolicach Chaozhou i Shantou próbowano reformy rolnej i wprowadzania obniżek rent rolnych do 30%.
Chińskie ideogramy 八一 (pinyin ba yi; dosł. „osiem-jeden”), czyli „1 sierpnia”, oznaczające datę wybuchu powstania w Nanchangu są do dziś elementem flagi Chińskiej Armii Ludowo-Wyzwoleńczej i są wykorzystywane na jej pojazdach jako znaki rozpoznawcze.